# Coelioxys elongativentris
Coelioxys elongativentris is een vliesvleugelig insect uit de familie Megachilidae. De wetenschappelijke naam van de soort is voor het eerst geldig gepubliceerd in 1977 door Pasteels.